# Теве-Хая
Сільське поселення (сумон) Теве-Хая (тив.: Теве-Хая) входить до складу Дзун-Хемчицького кожууну Республіки Тива Російської Федерації.

## Населення
Населення сумона станом на 1 січня року
| Рік    | 2011 | 2012 | 2013 | 2014 | 2015 |
| ------ | ---- | ---- | ---- | ---- | ---- |
| Насел. | 1507 | 1480 | 1443 | 1427 | 1387 |

## Пам'ятка археології
У селі розташована пам'ятка археології — наскельні малюнки, які датуються VII–I
століттям до нашої ери